# 蒂沃利花園足球會
蒂沃利花園足球會（Tivoli Gardens F.C.）是一支位於牙買加金斯敦的職業足球會，目前於牙買加超級聯賽角逐。

## 歷史
蒂沃利花園足球會成立於1970年。